# Sturmmann

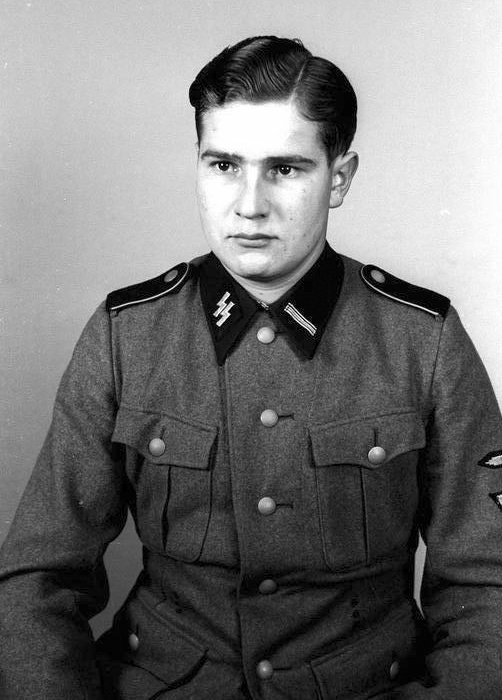
Een SS-Sturmmann in het kamp Mauthausen.

Sturmmann (Nederlands: stormtroeper) was een paramilitaire rang binnen de nazi partij die voor het eerst werd geïntroduceerd in 1921. De rang van Sturmmann werd gebruikt door zowel de Sturmabteilung (SA) en de Schutzstaffel (SS).
De term ontstond tijdens de Eerste Wereldoorlog, waarbij de positie van Sturmmann werd bekleed door Duitse pioniers in aanvalscompagnieën, ook wel bekend als "stoottroepen".

## Ontstaan
Na de nederlaag van Duitsland in 1918 werd de rang van Sturmmann een paramilitaire rang binnen het Freikorps. In 1921 werd Sturmmann een titel binnen de paramilitaire structuur van de nazi-partij, met name in het privéleger van de Sturmabteilung (SA). Uiteindelijk zou Sturmmann de basis vormen voor een paramilitaire rang die bijna in alle nazi-organisaties werd gebruikt, maar het wordt vooral geassocieerd met de SA en de SS.
De rang van Sturmmann werd toegekend aan leden van de SA en de SS die ten minste zes maanden dienst hadden gedaan en hadden aangetoond dat ze over de basisvaardigheden en -bekwaamheden beschikten.

## Toepassing
Sturmmann was een hogere rang dan Mann, behalve in de Allgemeine-SS, waar het een lagere rang was dan SS-Obermann. Deze rang werd gecreëerd en gebruikt van 1942 tot 1945. In organisaties die geen gebruik maakten van de rang Mann (zoals het Nationalsozialistisches Kraftfahrkorps), werd de rang van Sturmmann gelijkgesteld aan die van een soldaat en droegen ze kraagspiegels zonder insigne.
Binnen de Waffen-SS was een SS-Sturmmann een hogere rang dan een SS-Oberschütze.
De rang van Sturmmann stond, zowel in de SS als in de SA, lager dan de rang van Rottenführer. Het insigne van een Sturmmann bestond uit een lege kraagspiegel met een enkele zilveren streep.  Het grijze velduniform van de Waffen-SS vertoonde ook nog een chevron van een Gefreiter.

Insignes van de rang SS-Sturmmann in de Waffen-SS
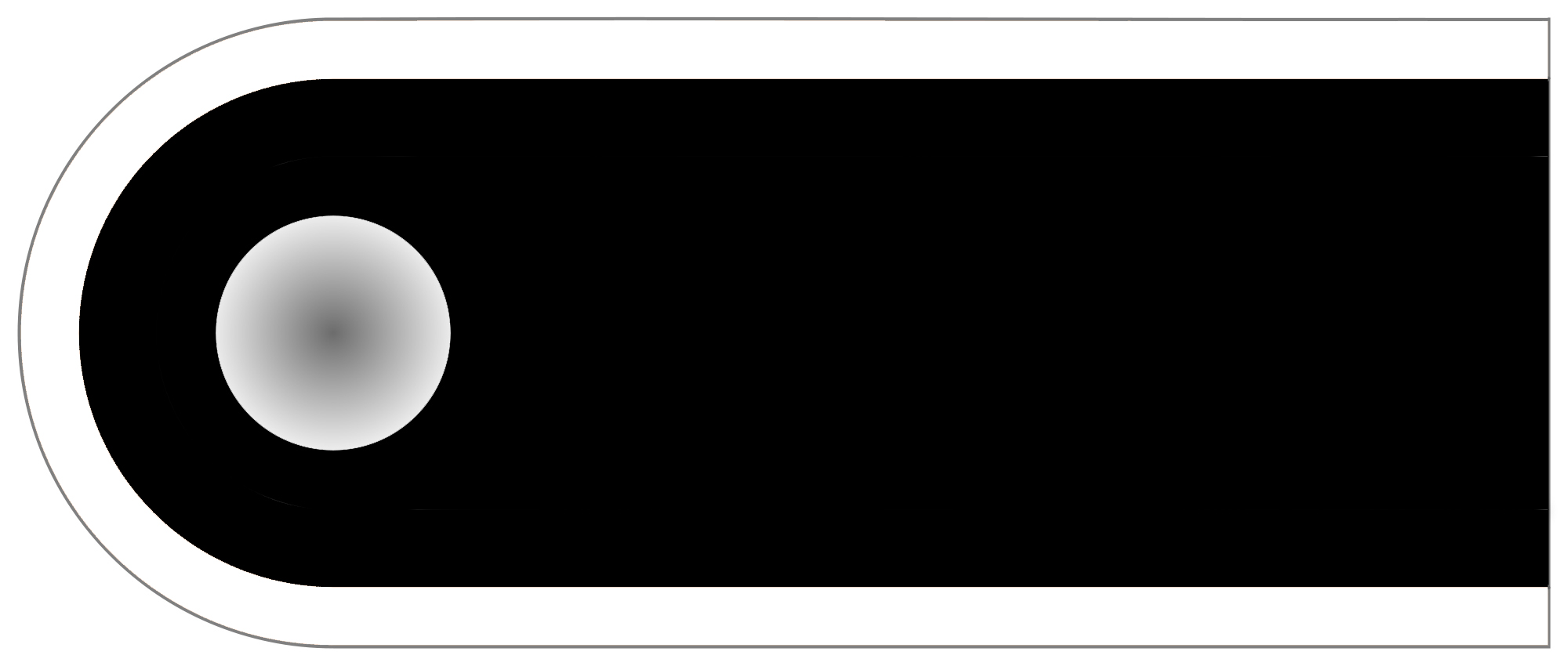
Epaulet
Kraagspiegels
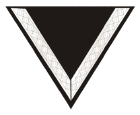
Mouw badge